# Pallacanestro Piacentina
Pallacanestro Piacentina, conocido por motivos de patrocinio como Bakery Piacenza, es un club de baloncesto italiano con sede en la ciudad de Plasencia, en Emilia-Romaña, que actualmente juega en la Serie B, la tercera categoría del baloncesto italiano. Fue fundado en 2011.

## Historia
El club fue fundado en 2011 por el empresario Marco Beccari, denominándolo en un principio Baloncesto Roveleto y con la intención de traer de vuelta el baloncesto a la ciudad de Piacenza tras la desaparición del Unione Cestistica Piacentina. Los resultados de la primera temporada son notables y para la temporada 2012-2013 la Bakery Basket es admitida por méritos deportivos en la  Divisione Nazionale B.
Después de una temporada de ajuste en la DNB, la temporada 2013/14 termina alcanzando la final, en la que perdieron contra Tortona. Tras ser repescado, el Pallacanestro Piacentina se convierte en equipo de la Serie A2, descendiendo al año siguiente.
En la temporada 2017-18 alcanzó la Final Four de la Serie B, y tras derrotar en semifinales al BPC Virtus Cassino lograron el ascenso de nuevo a la Serie A2.

## Trayectoria
| Temporada | Nivel | Liga      | Posición | Play-Offs                        |
| --------- | ----- | --------- | -------- | -------------------------------- |
| 2012-13   | 3     | DNB       | 13       |                                  |
| 2013-14   | 3     | DNB       | 3        |                                  |
| 2014-15   | 2     | A2 Silver | 16       | Desciende                        |
| 2015-16   | 3     | Serie B   | 1        | Semifinal Gr. A                  |
| 2016-17   | 3     | Serie B   | 3        | Semifinal Gr. B                  |
| 2017-18   | 3     | Serie B   | 1        | AsciendeSubcampeón               |
| 2018-19   | 2     | Serie A2  | 14       | Desciende                        |
| 2019-20   | 3     | Serie B   | 5        | Competición suspendida por COVID |
| 2020-21   | 3     | Serie B   | 1        | Asciende                         |
| 2021-22   | 2     | Serie A2  | 12       | Desciende                        |
| 2022-23   | 3     | Serie B   | 6        | 6.º Grupo C                      |